# Баркли, Артур
Артур Баркли (англ. Arthur Barclay; 31 июля 1854, Бриджтаун, Барбадос — 10 июля 1938, Монровия, Либерия) — либерийский государственный деятель, президент Либерии (1904—1912).

## Биография
Барклай родился в многодетной семье на Барбадосе, был десятым из двенадцати детей Энтони и Сары Баркли. Его первым учителем была его старшая сестра Антуанетта Баркли. Позже он поступил на подготовительное отделение Либерийского колледжа под руководством Энтони Т. Фергюсона. После завершения предписанного курса поступил в университетский факультет, по окончании которого в 1873 году получил степень бакалавра искусств.
В 1874 году был назначен личным секретарем президента Джозефа Дженкинса Робертса.
В 1877 году он был назначен директором подготовительного отдела Либерийского колледжа, в период каникул он служил в качестве главного секретаря Палаты представителей. Позже он работал в указанном учреждении: профессор, член попечительского совета, а иногда и исполняющим обязанности президента.
В 1877 году он вошёл в состав коллегии адвокатов округа Монтсеррадо и после трёх лет юридической практики в 1880 году получил звание советника Верховного суда. В 1883 году был назначен судьёй в округе Монтсеррадо, с 1885 по 1890 год он занимал пост суб-казначея округа Монтсеррадо.
В 1892—1902 годах — мэр Монровии.
В 1892 году занимал пост генерального почтмейстера, в том же году непродолжительное время исполнял обязанности министра иностранных дел страны. В 1896—1903 годах — министр финансов. 
В 1904—1912 годах — президент Либерии. В этот период помимо продолжающихся внутренних волнений, страна столкнулась с серьёзным экономическим кризисом и огромной задолженностью перед европейскими кредиторами. Условия ухудшились, поскольку стоимость импорта была намного выше, чем доход от экспорта кофе, риса, пальмового масла, сахарного тростника и древесины. Либерия отчаянно пыталась модернизировать свою сельскохозяйственную экономику. В 1907 году он лично возглавил миссию по урегулированию пограничных споров с правительствами Великобритании и Франции. В тот же период были созданы Либерийские пограничные силы, которые впоследствии были преобразованы в Либерийские вооружённые силы.
После ухода с поста главы государства занимал должности государственного секретаря, министра финансов, министра внутренних дел и обороны.
В 1914—1917 годах являлся президентом Либерийского колледжа.
Также состоял в нескольких дипломатических миссиях:
- 1893 г. — был направлен в качестве комиссара на Всемирную ярмарку в Чикаго, штат Иллинойс, США,
- 1897 г. — был направлен в Лондон, чтобы достичь договоренностей с Советом держателей иностранных облигаций о погашении ссуды 1870 г., заключённой по контракту с администрацией президента Эдварда Джеймса Роя,
- 1901 г. — с главным судьёй З. Б. Робертсом и сенатором А. Б. Кингом участвовал в дипломатических миссиях в Англии и Франции.

Был отцом Энтони Барклая, который работал в Верховном суде Либерии, и дядей 18-го президента Эдвина Баркли.